# Ulrick Eneme-Ella
Ulrick Eneme-Ella, né le 22 mai 2001 à Sens, est un footballeur international gabonais qui évolue au poste d'avant-centre au Paris 13 Atletico en prêt d'Angers SCO.

## Biographie

### Carrière en club
Né à Sens dans l'Yonne, Eneme Ella commence à jouer au football dans le club de sa ville natale, avant d'intégrer l'académie de l'AJ Auxerre en 2015,,. Il rejoint ensuite le RB Salzburg en Autriche au printemps 2017, où il signe son premier contrat professionnel,. Passé par le FC Liefering — la réserve du club salzbourgeois — il rejoint ensuite la Ligue 1 et Amiens à l'été 2019,.
Arrivé comme une grande promesse à la Licorne et s'illustrant rapidement avec la réserve en National 3, il ne parvient néanmoins pas à sortir du banc avec une équipe d'Amiens à la peine en L1, qui terminera dernière et reléguée, au moment où la saison est arrêtée par le covid,.
Le jeune avant-centre est ainsi transféré en Angleterre le 22 septembre 2020, où il intègre l'académie du Brighton & Hove Albion,.

### Carrière en sélection

#### Équipes de France juniors
Éligible avec les sélections gabonaises et françaises du fait de ses origines, Eneme-Ella est d'abord un international régulier et buteur prolifique avec les équipes de jeunes françaises, des moins de 16 au moins de 19 ans,,.
Avec ces derniers, il s'illustre notamment en étant l'auteur d'un doublé face à l'équipe d'Angleterre en octobre 2019, permettant à la France de l'emporter 3-1 en match amical à Marbella,.

#### Sélection gabonaise
Dès février 2020, il est cependant contacté par le sélectionneur de l'équipe senior du Gabon Patrice Neveu,, le joueur exprimant peu de temps après son désir d'évoluer avec les Panthères,. Mais il doit ensuite attendre plus d'un an avant de voir les procédures administratives validant son éligibilité à jouer en sélection gabonaise arriver à leur bout,, alors que ses relations avec la FFF, se sont elles terminées au plus mal, à la suite d'une affaire de vidéo filmée par William Saliba à Clairefontaine impliquant Eneme-Ella, et les suspensions qui se sont ensuivies.
Appelé par Neveu en octobre 2021, il fait finalement ses débuts avec le Gabon le 16 novembre 2021, lors d'une défaite 2-1 en qualification pour la Coupe du Monde 2022 contre l'Égypte.
En décembre 2021, il est sélectionné pour les phases finales de la Coupe d'Afrique des nations 2021, qui ont lieu le mois de janvier suivant,.
Prenant part à la phase de groupe qui qualifie les gabonais en huitième de finale malgré plusieurs déboires extra-sportifs des stars de la sélection Aubameyang et Lemina — entrant en jeu et étant proche de marquer dès le premier match, la victoire 1-0 face aux Comores — il est néanmoins victime du covid après le deuxième match et assiste impuissant à l'élimination des siens en 8e aux tirs au but face au Burkina Faso, sans sortir du banc.

#### Vidéo obscène et commission de discipline
En 2020, une vidéo datant de décembre 2017 ou début 2018 est diffusée sur les réseaux sociaux. Cette vidéo a  été tournée par le joueur de football William Saliba. Cette séquence de quelques secondes a rapidement été retirée des plates-formes mais elle a eu le temps de créer un mauvais « buzz » qui poursuit aujourd’hui les deux footballeurs. En effet, la scène se déroule dans une chambre, lors d’un rassemblement de l’équipe de France U17 alors entraînée par Lionel Rouxel. Saliba et les deux autres joueurs qui apparaissent au second plan de la vidéo portent le survêtement de l’équipe de France orné d’une étoile de champion du monde donc avant le sacre en Russie.
Sur cette courte vidéo, Eneme-Ella est vu nu, en train de se masturber devant une dizaine d'autres joueurs.
Un mois de suspension avec sursis a été infligé à William Saliba, pour l'affaire de la vidéo obscène qui avait tournée sur les réseaux sociaux en février. La sanction concerne les sélections nationales françaises. Ulrick Eneme Ella a écopé de deux mois ferme.